# 21e étape du Tour d'Italie 2019
Pour un article plus général, voir Tour d'Italie 2019.
La 21e étape du Tour d'Italie 2019 se déroule le dimanche 2 juin 2019, sous la forme d'un contre-la-montre individuel à Vérone, sur une distance de 15,6 km.

## Parcours
La dernière étape de ce Giro est contre-la-montre individuel sur le circuit des Torricelle (le même que pour les Mondiaux de 2004) parcouru dans le sens inverse. La première partie se fait sur de grands boulevards avant une ascension de 4,5 kilomètres à 5% sur des routes plus étroites. Le temps intermédiaire est pris au sommet, où sont également décernés les derniers points de la montagne. Après une descente de 4 kilomètres, les 3 derniers kilomètres traversent la ville avec des virages prononcés avant une arrivée sur la Piazza Bra et dans les arènes de Vérone.

## Déroulement de la course
Le premier coureur à partir dans ce chrono est le Japonais Sho Hatsuyama, il n'établit le temps de référence, le premier étant Tom Bohli qui a fait 22 minutes 41 secondes, il sera rapidement battu par Josef Cerny puis par le recordman de l'heure Victor Campenaerts en 22 min 11 secondes mais il est devancé peu après par Chad Haga de 4 secondes. Guy Niv rentre lui dans l'histoire du Tour d'Italie, il devient le premier Israelien de l'histoire à terminer un Grand Tour. Le coureur de la Groupama-FDJ, Ludvigsson prend le troisième temps à 11 secondes mais il est délogé par Thomas De Gendt qui termine en 22 minutes 13 secondes.
Les coureurs s'élancent maintenant chaque 3 minutes, Peio Bilbao en termine à 17 secondes et Damiano Caruso à 9 secondes seulement. Le top 10 du général s'élance avec Sivakov, Yates, Lopez ou encore Roglic, vainqueur des 2 chronos de ce Giro. Chad Haga est toujours en tête et peut gagner sa première victoire chez les professionnels. C'est maintenant au tour des trois premiers de s'élancer avec Landa, Nibali et Carapaz. Pavel Sivakov en termine avec ce chrono à 57 secondes du premier et Lopez finit à 1 mintute et 20 secondes et perd sa sixième place maintenant détenu par Majka. Roglic semblait être parti vite mais il est à 15 secondes à l'intermédiaire tandis que Landa est à 35 secondes, Nibali à 13 secondes et Carapaz à 46 secondes. À l'arrivée, Roglic en termine à 26 secondes, Landa à 57 secondes. Roglic reprend donc la troisième place au général pour 8 secondes. Nibali finit à 23 secondes et Carapaz à 1 minute 12 secondes, L'Equatorien remporte le Giro 2019 ! Chad Haga remporte lui la dernière étape.
Bilan du Giro :
Carapaz remporte le Giro avec 1 minute 5 secondes sur Nibali et 2 minutes 30 secondes sur Roglic. Giulio Ciccone remporte le classement de la montagne, Miguel Angel Lopez est le meilleur jeune, Pascal Ackermann remporte le classement par points. La meilleure équipe de cette édition est Movistar.

## Résultats

### Classement de l'étape
| \| Classement de l'étape \| Classement de l'étape \| Classement de l'étape \| Classement de l'étape \| Classement de l'étape \| \| Coureur \| Coureur \| Pays \| Équipe \| Temps \| \| --------------------- \| --------------------- \| --------------------- \| --------------------------- \| --------------------- \| \| 1er \| Chad Haga \| États-Unis \| Team Sunweb \| 22 min 07 s \| \| 2e \| Victor Campenaerts \| Belgique \| Lotto-Soudal \| + 4 s \| \| 3e \| Thomas De Gendt \| Belgique \| Lotto-Soudal \| + 6 s \| \| 4e \| Damiano Caruso \| Italie \| Bahrain-Merida \| + 9 s \| \| 5e \| Tobias Ludvigsson \| Suède \| Groupama-FDJ \| + 11 s \| \| 6e \| Josef Černý \| Tchéquie \| CCC Team \| + 11 s \| \| 7e \| Pello Bilbao \| Espagne \| Astana \| + 17 s \| \| 8e \| Mattia Cattaneo \| Italie \| Androni Giocattoli-Sidermec \| + 20 s \| \| 9e \| Vincenzo Nibali \| Italie \| Bahrain-Merida \| + 23 s \| \| 10e \| Primož Roglič \| Slovénie \| Team Jumbo-Visma \| + 26 s \| |                    |            |                             |             |
| |                    |            |                             |             |
| Source : ProCyclingStats |                    |            |                             |             |
| Classement de l'étape |                    |            |                             |             |
| Coureur | Coureur            | Pays       | Équipe                      | Temps       |
| 1er | Chad Haga          | États-Unis | Team Sunweb                 | 22 min 07 s |
| 2e | Victor Campenaerts | Belgique   | Lotto-Soudal                | + 4 s       |
| 3e | Thomas De Gendt    | Belgique   | Lotto-Soudal                | + 6 s       |
| 4e | Damiano Caruso     | Italie     | Bahrain-Merida              | + 9 s       |
| 5e | Tobias Ludvigsson  | Suède      | Groupama-FDJ                | + 11 s      |
| 6e | Josef Černý        | Tchéquie   | CCC Team                    | + 11 s      |
| 7e | Pello Bilbao       | Espagne    | Astana                      | + 17 s      |
| 8e | Mattia Cattaneo    | Italie     | Androni Giocattoli-Sidermec | + 20 s      |
| 9e | Vincenzo Nibali    | Italie     | Bahrain-Merida              | + 23 s      |
| 10e | Primož Roglič      | Slovénie   | Team Jumbo-Visma            | + 26 s      |

## Classements à l'issue de l'étape

### Classement général
| \| Classement général \| Classement général \| Classement général \| Classement général \| Classement général \| \| Coureur \| Coureur \| Pays \| Équipe \| Temps \| \| ------------------ \| ------------------ \| ------------------ \| ------------------ \| ------------------ \| \| 1er \| Richard Carapaz \| Équateur \| Movistar Team \| 90 h 01 min 47 s \| \| 2e \| Vincenzo Nibali \| Italie \| Bahrain-Merida \| + 1 min 05 s \| \| 3e \| Primož Roglič \| Slovénie \| Team Jumbo-Visma \| + 2 min 30 s \| \| 4e \| Mikel Landa \| Espagne \| Movistar Team \| + 2 min 38 s \| \| 5e \| Bauke Mollema \| Pays-Bas \| Trek-Segafredo \| + 5 min 43 s \| \| 6e \| Rafał Majka \| Pologne \| Bora-Hansgrohe \| + 6 min 56 s \| \| 7e \| Miguel Ángel López \| Colombie \| Astana \| + 7 min 26 s \| \| 8e \| Simon Yates \| Royaume-Uni \| Mitchelton-Scott \| + 7 min 49 s \| \| 9e \| Pavel Sivakov \| Russie \| Team Ineos \| + 8 min 56 s \| \| 10e \| Ilnur Zakarin \| Russie \| Katusha-Alpecin \| + 12 min 14 s \| |                    |             |                  |                  |
| |                    |             |                  |                  |
| Source : ProCyclingStats |                    |             |                  |                  |
| Classement général |                    |             |                  |                  |
| Coureur | Coureur            | Pays        | Équipe           | Temps            |
| 1er | Richard Carapaz    | Équateur    | Movistar Team    | 90 h 01 min 47 s |
| 2e | Vincenzo Nibali    | Italie      | Bahrain-Merida   | + 1 min 05 s     |
| 3e | Primož Roglič      | Slovénie    | Team Jumbo-Visma | + 2 min 30 s     |
| 4e | Mikel Landa        | Espagne     | Movistar Team    | + 2 min 38 s     |
| 5e | Bauke Mollema      | Pays-Bas    | Trek-Segafredo   | + 5 min 43 s     |
| 6e | Rafał Majka        | Pologne     | Bora-Hansgrohe   | + 6 min 56 s     |
| 7e | Miguel Ángel López | Colombie    | Astana           | + 7 min 26 s     |
| 8e | Simon Yates        | Royaume-Uni | Mitchelton-Scott | + 7 min 49 s     |
| 9e | Pavel Sivakov      | Russie      | Team Ineos       | + 8 min 56 s     |
| 10e | Ilnur Zakarin      | Russie      | Katusha-Alpecin  | + 12 min 14 s    |

| Classement par points | Classement par points | Classement par points | Classement par points       | Classement par points |
| Coureur               | Coureur               | Pays                  | Équipe                      | Points                |
| --------------------- | --------------------- | --------------------- | --------------------------- | --------------------- |
| 1er                   | Pascal Ackermann      | Allemagne             | Bora-Hansgrohe              | 226 pts               |
| 2e                    | Arnaud Démare         | France                | Groupama-FDJ                | 213 pts               |
| 3e                    | Damiano Cima          | Italie                | Nippo-Vini Fantini-Faizanè  | 104 pts               |
| 4e                    | Fausto Masnada        | Italie                | Androni Giocattoli-Sidermec | 93 pts                |
| 5e                    | Richard Carapaz       | Équateur              | Movistar Team               | 90 pts                |
| 6e                    | Davide Cimolai        | Italie                | Israel Cycling Academy      | 60 pts                |
| 7e                    | Mirco Maestri         | Italie                | Bardiani CSF                | 54 pts                |
| 8e                    | Vincenzo Nibali       | Italie                | Bahrain-Merida              | 51 pts                |
| 9e                    | Primož Roglič         | Slovénie              | Team Jumbo-Visma            | 50 pts                |
| 10e                   | Pello Bilbao          | Espagne               | Astana                      | 48 pts                |

| Classement par points | Classement par points | Classement par points | Classement par points       | Classement par points |
| Coureur               | Coureur               | Pays                  | Équipe                      | Points                |
| --------------------- | --------------------- | --------------------- | --------------------------- | --------------------- |
| 1er                   | Pascal Ackermann      | Allemagne             | Bora-Hansgrohe              | 226 pts               |
| 2e                    | Arnaud Démare         | France                | Groupama-FDJ                | 213 pts               |
| 3e                    | Damiano Cima          | Italie                | Nippo-Vini Fantini-Faizanè  | 104 pts               |
| 4e                    | Fausto Masnada        | Italie                | Androni Giocattoli-Sidermec | 93 pts                |
| 5e                    | Richard Carapaz       | Équateur              | Movistar Team               | 90 pts                |
| 6e                    | Davide Cimolai        | Italie                | Israel Cycling Academy      | 60 pts                |
| 7e                    | Mirco Maestri         | Italie                | Bardiani CSF                | 54 pts                |
| 8e                    | Vincenzo Nibali       | Italie                | Bahrain-Merida              | 51 pts                |
| 9e                    | Primož Roglič         | Slovénie              | Team Jumbo-Visma            | 50 pts                |
| 10e                   | Pello Bilbao          | Espagne               | Astana                      | 48 pts                |

| Classement de la montagne | Classement de la montagne | Classement de la montagne | Classement de la montagne   | Classement de la montagne |
| Coureur                   | Coureur                   | Pays                      | Équipe                      | Points                    |
| ------------------------- | ------------------------- | ------------------------- | --------------------------- | ------------------------- |
| 1er                       | Giulio Ciccone            | Italie                    | Trek-Segafredo              | 267 pts                   |
| 2e                        | Fausto Masnada            | Italie                    | Androni Giocattoli-Sidermec | 115 pts                   |
| 3e                        | Damiano Caruso            | Italie                    | Bahrain-Merida              | 86 pts                    |
| 4e                        | Richard Carapaz           | Équateur                  | Movistar Team               | 75 pts                    |
| 5e                        | Mikel Nieve               | Espagne                   | Mitchelton-Scott            | 68 pts                    |
| 6e                        | Ilnur Zakarin             | Russie                    | Katusha-Alpecin             | 54 pts                    |
| 7e                        | Mattia Cattaneo           | Italie                    | Androni Giocattoli-Sidermec | 53 pts                    |
| 8e                        | Pello Bilbao              | Espagne                   | Astana                      | 46 pts                    |
| 9e                        | Mikel Landa               | Espagne                   | Movistar Team               | 42 pts                    |
| 10e                       | Gianluca Brambilla        | Italie                    | Trek-Segafredo              | 40 pts                    |

| Classement de la montagne | Classement de la montagne | Classement de la montagne | Classement de la montagne   | Classement de la montagne |
| Coureur                   | Coureur                   | Pays                      | Équipe                      | Points                    |
| ------------------------- | ------------------------- | ------------------------- | --------------------------- | ------------------------- |
| 1er                       | Giulio Ciccone            | Italie                    | Trek-Segafredo              | 267 pts                   |
| 2e                        | Fausto Masnada            | Italie                    | Androni Giocattoli-Sidermec | 115 pts                   |
| 3e                        | Damiano Caruso            | Italie                    | Bahrain-Merida              | 86 pts                    |
| 4e                        | Richard Carapaz           | Équateur                  | Movistar Team               | 75 pts                    |
| 5e                        | Mikel Nieve               | Espagne                   | Mitchelton-Scott            | 68 pts                    |
| 6e                        | Ilnur Zakarin             | Russie                    | Katusha-Alpecin             | 54 pts                    |
| 7e                        | Mattia Cattaneo           | Italie                    | Androni Giocattoli-Sidermec | 53 pts                    |
| 8e                        | Pello Bilbao              | Espagne                   | Astana                      | 46 pts                    |
| 9e                        | Mikel Landa               | Espagne                   | Movistar Team               | 42 pts                    |
| 10e                       | Gianluca Brambilla        | Italie                    | Trek-Segafredo              | 40 pts                    |

| Classement du meilleur jeune | Classement du meilleur jeune | Classement du meilleur jeune | Classement du meilleur jeune | Classement du meilleur jeune |
| Coureur                      | Coureur                      | Pays                         | Équipe                       | Temps                        |
| ---------------------------- | ---------------------------- | ---------------------------- | ---------------------------- | ---------------------------- |
| 1er                          | Miguel Ángel López           | Colombie                     | Astana                       | 90 h 09 min 13 s             |
| 2e                           | Pavel Sivakov                | Russie                       | Team Ineos                   | + 1 min 30 s                 |
| 3e                           | Hugh Carthy                  | Royaume-Uni                  | EF Education First           | + 9 min 10 s                 |
| 4e                           | Valentin Madouas             | France                       | Groupama-FDJ                 | + 14 min 33 s                |
| 5e                           | Giulio Ciccone               | Italie                       | Trek-Segafredo               | + 19 min 53 s                |
| 6e                           | Eddie Dunbar                 | Irlande                      | Team Ineos                   | + 35 min 00 s                |
| 7e                           | Lucas Hamilton               | Australie                    | Mitchelton-Scott             | + 57 min 05 s                |
| 8e                           | Ben O'Connor                 | Australie                    | Dimension Data               | + 1 min 10 s                 |
| 9e                           | Chris Hamilton               | Australie                    | Team Sunweb                  | + 1 h 16 min 36 s            |
| 10e                          | Jai Hindley                  | Australie                    | Team Sunweb                  | + 1 h 20 min 43 s            |

| Classement du meilleur jeune | Classement du meilleur jeune | Classement du meilleur jeune | Classement du meilleur jeune | Classement du meilleur jeune |
| Coureur                      | Coureur                      | Pays                         | Équipe                       | Temps                        |
| ---------------------------- | ---------------------------- | ---------------------------- | ---------------------------- | ---------------------------- |
| 1er                          | Miguel Ángel López           | Colombie                     | Astana                       | 90 h 09 min 13 s             |
| 2e                           | Pavel Sivakov                | Russie                       | Team Ineos                   | + 1 min 30 s                 |
| 3e                           | Hugh Carthy                  | Royaume-Uni                  | EF Education First           | + 9 min 10 s                 |
| 4e                           | Valentin Madouas             | France                       | Groupama-FDJ                 | + 14 min 33 s                |
| 5e                           | Giulio Ciccone               | Italie                       | Trek-Segafredo               | + 19 min 53 s                |
| 6e                           | Eddie Dunbar                 | Irlande                      | Team Ineos                   | + 35 min 00 s                |
| 7e                           | Lucas Hamilton               | Australie                    | Mitchelton-Scott             | + 57 min 05 s                |
| 8e                           | Ben O'Connor                 | Australie                    | Dimension Data               | + 1 min 10 s                 |
| 9e                           | Chris Hamilton               | Australie                    | Team Sunweb                  | + 1 h 16 min 36 s            |
| 10e                          | Jai Hindley                  | Australie                    | Team Sunweb                  | + 1 h 20 min 43 s            |

| Classement par équipes | Classement par équipes      | Classement par équipes | Classement par équipes |
| Équipe                 | Équipe                      | Pays                   | Temps                  |
| ---------------------- | --------------------------- | ---------------------- | ---------------------- |
| 1re                    | Movistar Team               | Espagne                | 270 h 44 min 14 s      |
| 2e                     | Astana                      | Kazakhstan             | + 17 min 36 s          |
| 3e                     | Bahrain-Merida              | Bahreïn                | + 18 min 31 s          |
| 4e                     | EF Education First          | États-Unis             | + 25 min 35 s          |
| 5e                     | Mitchelton-Scott            | Australie              | + 30 min 56 s          |
| 6e                     | Ineos                       | Royaume-Uni            | + 37 min 36 s          |
| 7e                     | Trek-Segafredo              | États-Unis             | + 1 h 11 min 03 s      |
| 8e                     | Bora-hansgrohe              | Allemagne              | + 1 h 37 min 39 s      |
| 9e                     | Androni Giocattoli-Sidermec | Italie                 | + 1 h 37 min 39 s      |
| 10e                    | Team Jumbo-Visma            | Pays-Bas               | + 2 h 07 min 26 s      |

| Classement par équipes | Classement par équipes      | Classement par équipes | Classement par équipes |
| Équipe                 | Équipe                      | Pays                   | Temps                  |
| ---------------------- | --------------------------- | ---------------------- | ---------------------- |
| 1re                    | Movistar Team               | Espagne                | 270 h 44 min 14 s      |
| 2e                     | Astana                      | Kazakhstan             | + 17 min 36 s          |
| 3e                     | Bahrain-Merida              | Bahreïn                | + 18 min 31 s          |
| 4e                     | EF Education First          | États-Unis             | + 25 min 35 s          |
| 5e                     | Mitchelton-Scott            | Australie              | + 30 min 56 s          |
| 6e                     | Ineos                       | Royaume-Uni            | + 37 min 36 s          |
| 7e                     | Trek-Segafredo              | États-Unis             | + 1 h 11 min 03 s      |
| 8e                     | Bora-hansgrohe              | Allemagne              | + 1 h 37 min 39 s      |
| 9e                     | Androni Giocattoli-Sidermec | Italie                 | + 1 h 37 min 39 s      |
| 10e                    | Team Jumbo-Visma            | Pays-Bas               | + 2 h 07 min 26 s      |

## Abandons
- Aucun